# Clase Farragut (1958)
La clase Farragut fue un grupo de 10 destructores de misiles guiados construidos para la Armada de los Estados Unidos (USN) durante la década de 1950. Fueron la segunda clase de destructores en ser nombrada por el almirante David Farragut, la primera fue la clase Farragut (1934). La clase a veces se denomina clase Coontz, ya que el USS Coontz fue el primero en ser diseñado y construido como un barco de misiles guiados (bajo el proyecto SCB 142), mientras que los tres barcos anteriores fueron diseñados como unidades de armas (bajo SCB 129) y convertida más tarde. La clase se concibió originalmente como un destructor clase (DL/DLG, denominada verbalmente "fragatas"), pero fue reclasificado como destructor de misiles guiados tras la reclasificación de barcos de 1975.